# Coppa delle nazioni del Golfo 1986
La Coppa delle Nazioni del Golfo 1986, 8ª edizione del torneo, si è svolta negli Bahrein dal 19 marzo al 4 aprile 1986. È stata vinta dal Kuwait.

## Squadre partecipanti
- Oman
- Emirati Arabi Uniti
- Bahrein (ospitante)
- Kuwait
- Qatar
- Arabia Saudita
- Iraq

## Classifica Finale
| Team                | Pld | W | D | L | GF | GA | GD | Pts |
| ------------------- | --- | - | - | - | -- | -- | -- | --- |
| Kuwait              | 6   | 5 | 1 | 0 | 11 | 4  | +7 | 11  |
| Emirati Arabi Uniti | 6   | 3 | 1 | 2 | 10 | 7  | +3 | 7   |
| Arabia Saudita      | 6   | 3 | 0 | 3 | 9  | 9  | 0  | 6   |
| Qatar               | 6   | 1 | 4 | 1 | 4  | 5  | -1 | 6   |
| Bahrein             | 6   | 1 | 4 | 1 | 4  | 5  | -1 | 6   |
| Iraq                | 6   | 1 | 3 | 2 | 8  | 9  | -1 | 5   |
| Oman                | 6   | 0 | 1 | 5 | 4  | 11 | -7 | 1   |